# Związek Rzemiosła Polskiego
Związek Rzemiosła Polskiego – organizacja samorządu gospodarczego rzemiosła będąca jego ogólnopolską reprezentacją, działająca także na prawach przymusowego krajowego spółdzielczego związku rewizyjnego w odniesieniu do spółdzielni rzemieślniczych. Jest jednym z dwóch w Polsce podmiotów na prawach przymusowego krajowego spółdzielczego związku rewizyjnego (drugim jest Krajowa Spółdzielcza Kasa Oszczędnościowo-Kredytowa w odniesieniu do spółdzielczych kas oszczędnościowo-kredytowych). Związkowi zgodnie z obowiązującymi przepisami przysługują ponadto prawa ogólnopolskiej organizacji pracodawców o charakterze ponadbranżowym, dzięki czemu mógł on uzyskać status jednej z reprezentatywnych organizacji pracodawców.
Wraz z organizacjami terenowymi – 27 izbami rzemieślniczymi, 479 cechami rzemiosł oraz 222 spółdzielniami – tworzy największą i najstarszą w kraju strukturę samorządu gospodarczego. Jej korzenie sięgają 1933, kiedy powstał Związek Izb Rzemieślniczych (1933–1972), zastąpiony następnie przez Centralny Związek Rzemiosła (1973–1989). Zrzesza ok. 300 tysięcy mikro, małych i średnich firm.

## Historia

### Związek Izb Rzemieślniczych (1932–1972)
W 1932 r. izby rzemieślnicze powołały działającą nieformalnie Radę Izb Rzemieślniczych, która zorganizowała w grudniu 1932 Zjazd Delegatów Izb Rzemieślniczych. Wśród postulatów zjazdu znalazły się m.in.: stworzenie przymusu przynależności do cechów, utworzenie Związku Izb Rzemieślniczych, powołaniem instytucji zajmującej się badaniem problemów rzemiosła, podnoszenie poziomu szkolenia w rzemiośle.
Wychodząc naprzeciw postulatom środowiska i pragnąc rozwoju rzemiosła po latach kryzysu, 27 października 1933 rozporządzeniem Prezydenta Ignacego Mościckiego o izbach rzemieślniczych ich związku powołany został do życia Związek Izb Rzemieślniczych. Na mocy rozporządzenia 27 grudnia 1933 minister przemysłu i handlu nadał Związkowi Izb Rzemieślniczych pierwszy statut.
W 1946 r. Zarządzeniem Ministra Przemysłu dokonano reaktywacji działalności Związku Izb Rzemieślniczych. Dekretem z dnia 21 kwietnia 1948 dokonano zmiany przedwojennej ustawy o izbach rzemieślniczych i ich związku. Na jego mocy Związek Izb Rzemieślniczych został wpisany do kategorii organizacji objętych centralnym planowaniem a jego działalność podporządkowana ówczesnym realiom politycznym i gospodarczym.
W 1947 r. w Polsce działało: 138 tys. zarejestrowanych zakładów z 311 tysiącami zatrudnionych, 1500 cechów branżowych, 300 powiatowych związków cechów, 14 izb rzemieślniczych. W 1952 r. został wprowadzony obowiązek gromadzenia i przekazywania do Centralnego Urzędu Planowania wszystkich wiadomości i danych statystycznych dotyczących rzemiosła oraz obowiązek realizowania ustalonych dla rzemiosła planów. Nadzór nad działalnością ZIR sprawował Minister Przemysłu i Handlu.
W 1956 r. Sejm uchwalił ustawę o izbach rzemieślniczych i Związku Izb Rzemieślniczych, dzięki której rzemieślnicy uzyskali prawo do wyłaniania swych władz w wyborach. Pierwsze wybory władz cechów, izb rzemieślniczych i ZIR odbyły się w 1957 r.
Porównując statuty ZIR z okresu przed II wojną światową i statuty powojenne można zauważyć, iż w okresie przedwojennym głównym statutowym zadaniem ZIR było reprezentowanie wobec władzy państwowej interesów, w tym głównie interesów gospodarczych rzemiosła jako odrębnej grupy społeczno-zawodowej, a także rozwijanie oświaty zawodowej. ZIR miało ustawowo zagwarantowane prawo zgłaszania w tym obszarze propozycji i wniosków, a także prawo opiniowania aktów prawnych, mających znaczenie dla rzemiosła. W statutach ZIR z okresu 1948–1972 te uprawnienia zanikły, ustępując miejsca obowiązkom wobec władzy państwowej. Ważnym, merytorycznym zadaniem statutowym ZIR pozostało rozwijanie oświaty zawodowej w rzemiośle.

### Centralny Związek Rzemiosła (1972–1989)
W roku 1972 ZIR otrzymał nową nazwę: Centralny Związek Rzemiosła. Zgodnie z ustawą z 1972 r. miał na celu rozwijanie działalności społeczno-gospodarczej rzemiosła, udzielanie mu pomocy oraz nadzór nad działalnością izb rzemieślniczych.
Członkami Centralnego Związku Rzemiosła były izby rzemieślnicze oraz spółdzielnie rzemieślnicze. Naczelnym organem administracji państwowej w sprawach wykonywania rzemiosła był Ministerstwo Handlu Wewnętrznego i Usług. Statut Centralnego Związku Rzemiosła był uchwalany i zmieniany przez krajowy zjazd delegatów rzemiosła. Statut ten podlegał rejestracji na zasadach określonych w przepisach dla centralnych związków spółdzielczych. Organami Centralnego Związku Rzemiosła były:
- krajowy zjazd delegatów rzemiosła,
- Krajowa Rada Rzemiosła,
- zarząd.

Zadania Centralnego Związku obejmowały:
- reprezentowanie interesów rzemiosła i organizacji rzemieślniczych wobec organów władzy i administracji państwowej oraz organizacji społecznych i gospodarczych,
- opracowywanie ogólnokrajowego kierunków rozwoju rzemiosła i jego działalności gospodarczej, zgodnych z celami narodowych planów społeczno-gospodarczych,
- nadzór nad działalnością izb rzemieślniczych w zakresie wykonywania zadań statutowych i przestrzegania prawa,
- opracowywanie i opiniowanie projektów aktów prawnych dotyczących rzemiosła,
- ustalanie zasad, jakim powinny odpowiadać statuty organizacji rzemieślniczych,
- określanie zasad tworzenia, łączenia i likwidacji cechów,
- ustalanie zasad prowadzenia działalności społeczno-wychowawczej, socjalnej, kulturalnej i oświatowej przez organizacje rzemieślnicze,
- ustalanie zasad szkolenia rzemieślników w zakresie bezpieczeństwa i higieny pracy,
- prowadzenie doradztwa dla zakładów i organizacji rzemieślniczych,
- zawieranie układów zbiorowych pracy dla pracowników zakładów i organizacji rzemieślniczych,
- upowszechnianie dorobku polskiego rzemiosła i jego roli społeczno-gospodarczej za pośrednictwem środków masowego przekazu i własnych wydawnictw, wystaw i muzeów,
- wykonywanie innych zadań określonych w przepisach szczególnych.

### Związek Rzemiosła Polskiego (od 1989)
W wyniku przemian ustrojowych, w 1989 r. uchwalono ustawę o rzemiośle, która zastąpiła ustawę o wykonywaniu i organizacji rzemiosła. Nowa ustawa zmieniła także nazwę CZR na obecną – Związek Rzemiosła Polskiego. Związek zgodnie z ustawą uzyskał statut organizacji samorządu zawodowego rzemiosła i związku pracodawców. W myśl nowej ustawy zadaniem Związki było zapewnienie zrzeszonym w nim na zasadach dobrowolności organizacjom pomocy w realizacji zadań statutowych, rozwijanie działalności społeczno-zawodowej oraz reprezentowanie interesów rzemiosła w kraju i za granicą. Z katalogu szczegółowych kompetencji i obowiązków ZRP znikły przepisy o konieczności dostosowywania działalności rzemiosła do narodowych planów gospodarczych, a także wszelkie uprawnienia władcze w stosunku do zrzeszonych organizacji i rzemieślników.
Wzmocnieniu uległy zadania z zakresu oświaty zawodowej. Związek uzyskał prawo uczestniczenia w realizacji zadań państwa z zakresu oświaty zawodowej i wychowania w celu zapewnienia zakwalifikowanych kadr dla rzemiosła i całej gospodarki oraz uprawnienie do ustalenia – w porozumieniu z Ministrem Edukacji Narodowej – nie tylko zasad i powoływania komisji egzaminacyjnych, lecz także sposobu przeprowadzania egzaminów, ustalania wzorów dyplomów i świadectw oraz zasad nauki w zakładach rzemieślniczych. Nowym obowiązkiem stało się propagowanie zasad etyki zawodowej i rzetelnego wykonywania zawodu.
W 1999 r. do zadań statutowych ZRP dodano podejmowanie wszelkich działań, mających na celu przygotowanie małych i średnich przedsiębiorstw oraz ich organizacji do funkcjonowania w warunkach globalizacji obrotu towarowego ze szczególnym uwzględnieniem jednolitego Rynku Europejskiego.
W 2001 r. zdania statutowe zmieniły się na skutek nowelizacji ustawy o rzemiośle oraz uchwalenia ustawy o Trójstronnej Komisji ds. Społeczno-Gospodarczych i wojewódzkich komisjach dialogu społecznego (uchylonej w 2015), sankcjonującej ZRP jako reprezentatywną organizację pracodawców. Od 2002 r. ZRP jako jedna z czterech organizacji pracodawców w Polsce była członkiem Trójstronnej Komisji ds. Społeczno-Gospodarczych

## Współczesność
Do podstawowych zadań Związku Rzemiosła Polskiego należy w szczególności:
- reprezentowanie interesów rzemiosła i zrzeszonych w Związku organizacji, wobec organów władzy i administracji, sądów oraz organizacji społecznych i gospodarczych w kraju i za granicą,
- prowadzenie i rozwijanie działalności społeczno-zawodowej, socjalnej i gospodarczej, w sposób zapewniający integralność rzemiosła,
- pomoc zrzeszonym w Związku organizacjom rzemiosła i małej przedsiębiorczości w zakresie realizacji zadań statutowych,
- pełnienie zadań obowiązkowego związku rewizyjnego dla spółdzielni rzemieślniczych[6],
- podejmowanie inicjatyw legislacyjnych dotyczących rzemiosła i małej przedsiębiorczości,
- uczestniczenie w realizacji zadań w zakresie oświaty i wychowania w celu zapewnienia wykwalifikowanych kadr dla rzemiosła i małej przedsiębiorczości oraz dla gospodarki narodowej,
- propagowanie zasad etyki zawodowej i rzetelnego wykonywania zawodu,
- upowszechnianie dorobku polskiego rzemiosła i małej przedsiębiorczości i jego roli społeczno-gospodarczej,
- podejmowanie wszelkich działań, mających na celu przygotowanie małych i średnich przedsiębiorstw oraz ich organizacji do funkcjonowania w warunkach globalizacji obrotu towarowego, ze szczególnym uwzględnieniem jednolitego Rynku Europejskiego.

Związek Rzemiosła Polskiego może wskazywać kandydatów m.in. do:
- Rady Dialogu Społecznego i jej zespołów problemowych
- Krajowej Rady Spółdzielczej
- Rady Ochrony Pracy przy Sejmie RP
- Rady Rynku Pracy przy Ministrze Rodziny, Pracy i Polityki Społecznej
- Rady Przedsiębiorców przy Rzeczniku Małych i Średnich Przedsiębiorców
- Rady Statystyki przy Prezesie Rady Ministrów
- Rady Programowej ds. kompetencji oraz rad sektorowych ds. kompetencji przy Prezesie Polskiej Agencji Rozwoju Przedsiębiorczości
- Komitetów sterujących i monitorujących wdrażanie funduszy Unii Europejskiej
- Krajowej Rady Konsultacyjnej ds. Osób Niepełnosprawnych przy Pełnomocniku Rządu ds. Osób Niepełnosprawnych
- Rady Nadzorczej Zakładu Ubezpieczeń Społecznych
- Rady Nadzorczej Państwowego Funduszu Rehabilitacji Osób Niepełnosprawnych
- Rady Narodowego Funduszu Zdrowia
- Krajowego zespołu konsultantów branżowych do spraw zawodów i kwalifikacji właściwych dla zawodów szkolnictwa branżowego przy Ministrze Edukacji Narodowej
- Zespołu doradczego Głównego Inspektora Nadzoru Budowlanego

Od 2003 r. ZRP jest członkiem Rady Przedsiębiorczości, w której skład wchodzi 11 czołowych organizacji gospodarczych kraju.

## Oświata zawodowa
Zadaniem ZRP, które wyróżnia je spośród innych organizacji pracodawców w Polsce jest nadzór nad organizacją oraz egzaminowaniem uczniów szkolących się w rzemiośle.
Rzemiosło dysponuje własnym, niezależnym systemem nadawania tytułów kwalifikacyjnych – czeladnika i mistrza – funkcjonującym na podstawie ustawy o rzemiośle. Obecnie kwalifikacje w firmach rzemieślniczych zdobywa ok. 90 tys. uczniów – młodocianych pracowników. W ciągu roku świadectwa czeladnicze uzyskuje blisko 48 tys. osób, a dyplomy mistrzowskie ponad 4 tys.
W ok. 1000 komisjach egzaminacyjnych zasiada kilka tysięcy specjalistów: mistrzów rzemieślników, inżynierów, techników i nauczycieli zawodu.
Nauka zawodu składa się z dwóch integralnych, równolegle realizowanych części; praktycznej zorganizowanej w zakładzie rzemieślniczym i teoretycznej zorganizowanej w szkole zawodowej lub na kursach dokształcających.

## Rada Branżowa
W 2003 roku powołano w ramach ZRP Radę Branżową Rzemiosła Polskiego – nieformalne, kolegialne ciało opiniodawczo-doradczym Zarządu ZRP, której celem jest działanie na rzecz rozwoju i ochrony interesów branż W jej skład wchodzą:
- Ogólnopolskie Stowarzyszenie Firm Tynkarskich
- Ogólnopolska Komisja Branżowa Fotografów ZRP
- Ogólnopolska Komisja Fryzjersko-Kosmetyczna ZRP
- Ogólnopolska Komisja Rzemiosł Motoryzacyjnych ZRP
- Ogólnopolska Komisja Jubilersko-Złotnicza ZRP
- Ogólnopolska Komisja Rzemiosł Budowlanych i Producentów Materiałów
- Ogólnopolska Komisja Bioenergoterapeutów i Radiestetów ZRP
- Stowarzyszenie Rzeźników i Wędliniarzy RP
- Stowarzyszenie Młynarzy RP
- Polska Korporacja Techniki Sanitarnej, Grzewczej, Gazowej i Klimatyzacji
- Stowarzyszenie Stolarzy Polskich
- Stowarzyszenie Rzemieślników Piekarstwa RP
- Ogólnopolskie Stowarzyszenie Parkieciarzy
- Polskie Stowarzyszenie Dekarzy
- Stowarzyszenie Fotografów, Przedsiębiorców Branży Fotograficznej RP
- Federacja Stowarzyszeń Radiestezyjnych
- Ogólnopolska Komisja Rzemiosł Artystycznych ZRP
- Polskie Zrzeszenie Płytkarzy – porozumienie z ZRP.

## Działalność międzynarodowa
Związek Rzemiosła Polskiego jest członkiem następujących organizacji międzynarodowych:
- Europejskiej Unii Rzemiosła oraz Małych i Średnich Przedsiębiorstw (UEAPME)
- Europejskiej Konferencji Budowlanej (EBC)
- Europejskiego Zrzeszenia Rzemiosła oraz Małych i Średnich Przedsiębiorstw dla Normalizacji (NORMAPME)
- Parlamentu Hanzeatyckiego.

ZRP uczestniczy również w pracach wielu gremiów zarówno na szczeblu unijnym, jak i krajowym:
Gremia doradcze działające na szczeblu wspólnotowym:
- Europejski Komitet Ekonomiczno-Społeczny (EKES)
- Europejskie Centrum Rozwoju Kształcenia Zawodowego (CEDEFOP)
- Komitet Europejskiego Funduszu Społecznego
- Komitet Doradczy ds. Kształcenia Zawodowego (ACVT)
- Komitet Doradczy ds. Swobodnego Przepływu Pracowników
- Grupa robocza ad hoc oraz Komitet Zarządzający ds. Programu Ramowego na Rzecz Konkurencyjności i Innowacji (CIP)

Gremia doradcze działające na szczeblu krajowym:
- Zespół Konsultacyjny ds. Unii Europejskiej przy Prezydium Trójstronnej Komisji ds. Społeczno-Gospodarczych

Instytucje europejskiego dialogu społecznego:
- Komitet Dialogu Społecznego

Inne gremia:
- Euro Team
- Europe Direct(inne języki)

## Konkursy i odznaczenia
- nadawane przez związek
  - Związek Rzemiosła Polskiego jest mecenasem kultury i fundatorem Nagrody Literackiej im. Władysława Reymonta przyznawanej od 1994 roku we współpracy ze Stowarzyszeniem Pisarzy Polskich i Związkiem Literatów Polskich wybitnym pisarzom.
  - Od 1998 roku ZRP przyznaje również najwyższe i najważniejsze odznaczenie rzemieślnicze Szablę Kilińskiego
  - Ponadto ZRP nadaje m.in.: Medale im. Jana Kilińskiego – zasłużonym rzemieślnikom oraz Odznaczenia za szkolenie uczniów w rzemiośle – nauczycielom zawodu, wykazującym się szczególną aktywnością w dziedzinie szkolenia.
  - Wspólnie z redakcją miesięcznika „Mała Firma” oraz we współpracy z Naczelną Radą Zrzeszeń Handlu i Usług, Związek Rzemiosła Polskiego przyznaje ponadto doroczną nagrodę gospodarczą pod nazwą Konkurs o Złoty i Platynowy Laur dla najaktywniejszych rzemieślników, kupców i przedsiębiorców z sektora MŚP.

- otrzymane
  - Odznaka Honorowa za Zasługi dla Ochrony Pracy – 2008[7].

## Akty prawne
- ustawa z dnia 22 marca 1989 r. o rzemiośle (Dz.U. z 2020 r. poz. 2159), znowelizowana ustawą z dnia 26.07.2001 r.
- ustawa z dnia 6 września 2001 r. o zmianie ustawy o rzemiośle (Dz.U. z 2001 r. nr 129, poz. 1445), która usankcjonowała status organizacji samorządu rzemiosła wszystkich szczebli, jako organizacji samorządu gospodarczego
- ustawa z dnia 24 lipca 2015 r. o Radzie Dialogu Społecznego i innych instytucjach dialogu społecznego (Dz.U. z 2018 r. poz. 2232), która nadaje Związkowi status partnera dialogu społecznego.